# Pherusa abyssalis
Pherusa abyssalis är en ringmaskart som beskrevs av Fauchald 1972. Pherusa abyssalis ingår i släktet Pherusa och familjen Flabelligeridae. Inga underarter finns listade i Catalogue of Life.